# موريتز هورن
موريتز هورن (بالألمانية: Moritz Horn)‏ (و. 1814 – 1874 م) هو مؤلف، وكاتب ألماني، ولد في كيمنتس، توفي في تسيتاو، عن عمر يناهز 60 عاماً.

## التعليم
تعلم في جامعة لايبتزغ.